# Bandera de La Rioja (España)

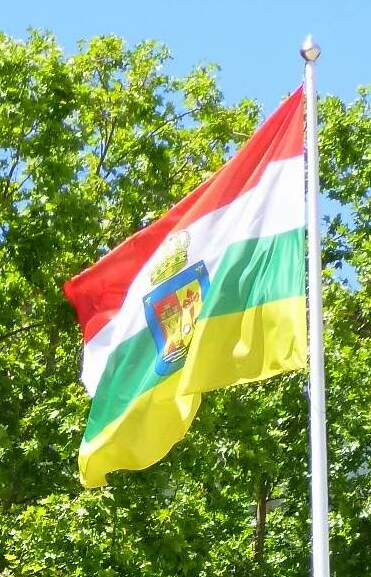
Bandera de La Rioja, en Logroño

La bandera de La Rioja es uno de los símbolos de la comunidad autónoma de La Rioja (España). Fue aprobada por la antigua diputación provincial en 1979 y aparece descrita en el Estatuto de autonomía de 1982, según el cual la bandera está formada por cuatro franjas horizontales y de igual tamaño, de los colores rojo, blanco, verde y amarillo.
Además, y al igual que en la bandera nacional, el escudo podrá figurar en el centro de la bandera, aunque, a diferencia de la nacional, no es obligatoria su inclusión para los organismos oficiales.

## Historia

### Plebiscito
Existe un precedente a la bandera actual: el presidente de la Diputación Provincial de Logroño (posteriormente, Diputación Provincial de La Rioja), Julio Fernández Sevilla encargó un estandarte para representar a la entonces provincia de Logroño. La bandera se realizó con un diseño heráldica basado en el escudo de La Rioja y el escudo de Logroño. Constaba de un rectángulo partido en fos franjas verticales amarilla a la derecha y rojo a la izquierda tal cual los cuarteles del escudo provincial, el rectángulo se hallaba orlado en azul con las tres flores de lis, también del escudo provincial pero originarias del escudo de Logroño; en el centro de la bandera se colocaba dicho escudo provincial. 
Esta bandera no llegó a ser oficializada ni llegó a divulgarse, así que pasado un tiempo la propia diputacion promovió un concurso público para diseñar la bandera que representara a La Rioja.
Una vez que la diputación provincial declara su predisposición a realizar los trámites para la autonomía de la región, inicia en junio de 1977 un plazo para que el pueblo riojano envíe sus sugerencias para la elección de una bandera mediante consulta popular y lo publica en el Boletín Oficial de la provincia. La prensa local —La Gaceta del Norte, entre otras— se vuelca con la idea y comienza una campaña de difusión durante junio y julio. Mientras algunos políticos piden la calma y la necesidad de no precipitarse, otros consideraban el tema como no prioritario.
De las 260 propuestas recibidas, se preseleccionan 11 con el consejo del especialista en vexilología Vicente de Cadenas y Vicent. El 5 de agosto, se celebra una asamblea general, y se toman cinco modelos para realizar la consulta popular. Entre el 1 y el 15 de septiembre se lleva a cabo el plebiscito, dirigido por Felipe Abad León, cronista oficial, y se recogen entre 15 y 20 mil papeletas.
Sin embargo, el proceso no llegó a prosperar. Las declaraciones y opiniones encontradas acerca de la precipitación e idoneidad de la elección hicieron que ésta se paralizara por parte del por entonces presidente de la Diputación, Julio Luis Fernández Sevilla.
Después de la fallida consulta popular, la cuestión de la bandera queda olvidada por los políticos.

### Movimientos populares

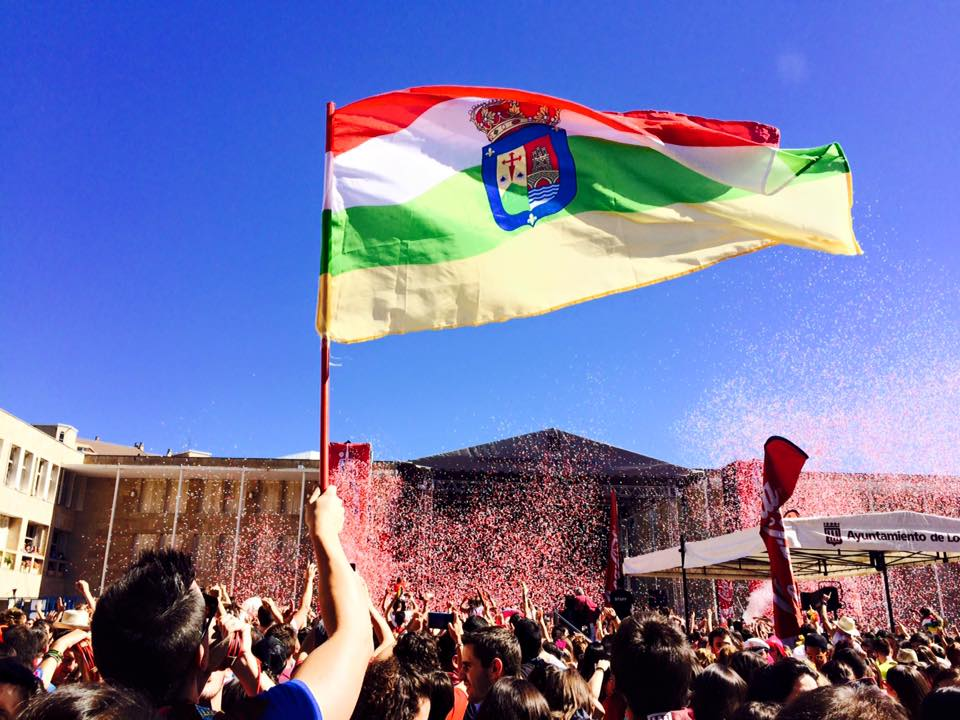
Ciudadano ondea una roblanvera en la plaza del Ayuntamiento de Logroño

Ya en primavera de 1977, el Colectivo Riojano, un grupo de universitarios residentes en Madrid, piden un diseño al heraldista José María Ignacio Oria de Rueda y García-Manso, que realiza varios modelos con los cinco colores del escudo: rojo, blanco, verde, amarillo y azul.
La votación de septiembre de ese año, a pesar de que no produjera un ganador, sí popularizó la cuestión, e hizo que el problema se trasladara a la sociedad civil. Aunque fue elegida una de las propuestas de los jóvenes universitarios, los resultados nunca se hicieron oficiales.
Durante la semana de La Rioja en Madrid (noviembre de 1977), organizada por el Colectivo, se izó una bandera, pintada con 'spray' con cuatro colores: el blanco en vertical y el rojo, verde y amarillo en horizontal. Después de eso, en primavera de 1978, el propio colectivo distribuyó unas pegatinas ovaladas con la bandera cuatricolor, ya en su forma actual. También en ese año, se empezó a ver dicha bandera en las fiestas de algunos pueblos, a pesar de que todavía carecía de cualquier tipo de oficialidad, como en la recuperada verbena de San Juan en Arnedo, en donde la Peña Lubumbas la colocó por primera vez en esa localidad.
Un empujón importante a esta propuesta fue su uso en el "I Día de La Rioja", celebrado en Nájera en octubre de 1978. Desde entonces, varios colectivos regionales asumen dicha bandera como propia. En enero de 1979, un grupo de personas de Haro piden al alcalde su colocación en el ayuntamiento, tal y como se hacía en otras regiones. Así mismo, la asociación "Amigos de La Rioja" dirige una carta al presidente de la diputación pidiendo que ondeara en el Palacio de la Diputación.

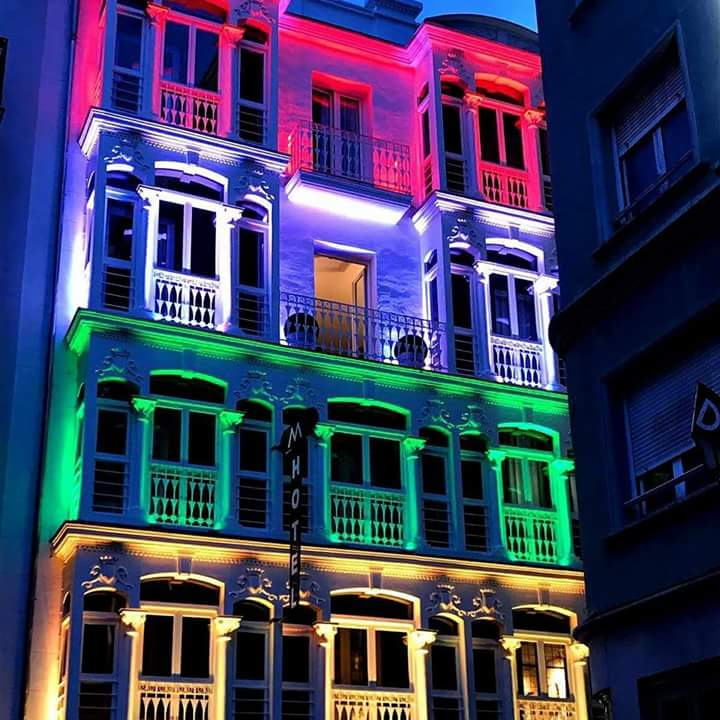
Bandera de La Rioja proyectada en un edificio de Logroño durante el transcurso de las fiestas de San Mateo 2017.

La bandera, ya conocida por la cuatricolor, se ve en estas fechas por todos los rincones de La Rioja y en muchas de ellas el color rojo adquiere un tono rojo vino.
En mayo de 1979, la bandera ondea en el monte Laturce durante todas las celebraciones del "Día de Clavijo".
El 1 de julio de 1979 tras el homenaje a Carmen Medrano (cantante de Carmen, Jesús e Iñaki, grupo que puso banda sonora a la lucha por la autonomía) se improvisó una manifestación  que al llegar al palacete de la diputación provincial colocó en su verja la bandera pidiendo su oficialización.

### Oficialización
La presión popular, así como la aprobación de la bandera en junio de 1979 por el pleno de algunos ayuntamientos de la región hacen que se aceleren los procesos de oficialización. En agosto de ese año ya se había terminado la encuesta realizada a todos los ayuntamientos: 115 pueblos votaron a favor, 51 se abstuvieron y 8 lo hicieron en contra.
El 14 de agosto de 1979, el pleno de la Diputación Provincial aprobaba finalmente la bandera, con 17 votos a favor (UCD y PSOE) y la abstención de Coalición Democrática (7 miembros). El 15 de septiembre, fiesta de la Virgen de Valvanera, se izó por primera vez la cuatricolor en el balcón de la Diputación provincial.
Posteriormente, y con la creación de la comunidad autónoma de La Rioja, ésta definió la bandera como uno de sus signos de identidad.

## Colores

### Tonos
Los colores de la bandera se definen en el estatuto como rojo, blanco, verde y amarillo, sin dar más especificaciones. La ley se completó con un "Programa de Identidad Corporativa" desarrollado en 1985, donde se detallan sus especificaciones y su correcto uso. Según éste, los colores a usar son:
- Rojo: Pantone Warm Red
- Verde: Pantone 354
- Amarillo: Pantone 109

(se utiliza el blanco puro, sin equivalente Pantone)
Sin embargo, en 2003 se vuelve a realizar un manual de identidad gráfica del Gobierno de La Rioja, y se modifican los colores:
- Rojo: Pantone 485
- Verde: Pantone 368
- Amarillo: Pantone 123

Tal y como explica el manual, se trata de una adecuación, y no de una sustitución, por lo que el cambio no se debe hacer de forma traumática.
Al principio antes de ser oficial se usaba con mucha frecuencia el tono rojo vino en vez del rojo, pero el acuerdo de la diputación provincial y la ley autonómica hacían referencia al color rojo sin más. 

### Significación
La significación de los colores varía ligeramente según las fuentes consultadas. La explicación dada en el acta de aprobación de la bandera era:
- Rojo: viñedos
- Blanco: luz
- Verde: huerta
- Amarillo: fertilidad

Y la dada oficialmente en la actualidad es:
- Rojo: vino.
- Blanco: ríos, cielo
- Verde: campos, huertas, montañas, bosques
- Amarillo: tierras, monumentos

Los cuatro colores aparecen, junto al azul, en el escudo de la diputación, usado actualmente para la comunidad.

## Uso

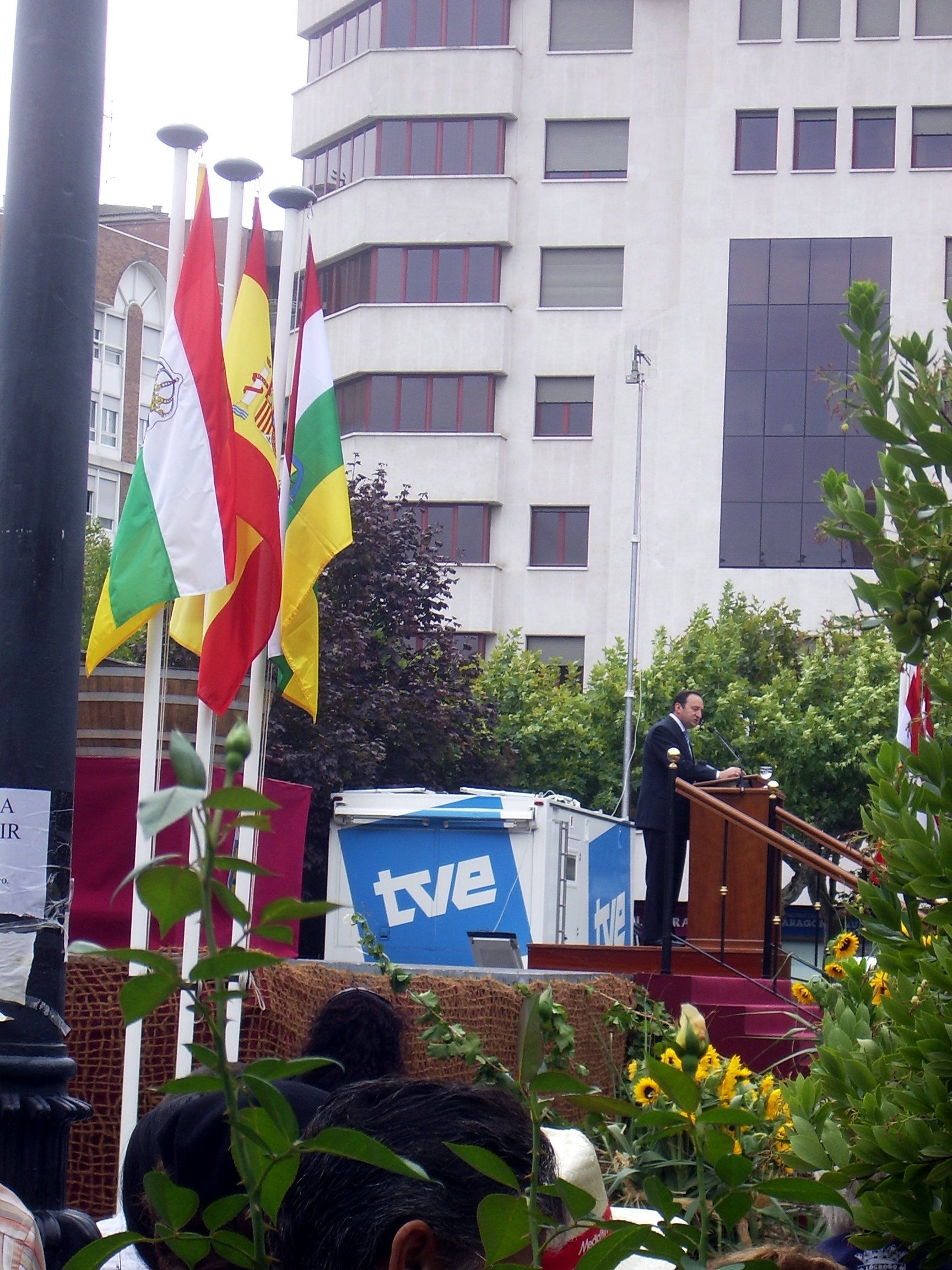
Banderas de La Rioja y de España, en un acto oficial con el presidente de la comunidad. Se ve de fondo un móvil de TVE

La Ley 4/1985 del 31 de mayo, específica en su Título I (artículos 3, 4 y 5) los usos correctos de la bandera de la comunidad:
- Se utilizará juntamente con la de España y deberá ondear en el exterior y ocupar lugar preferente en el interior de todos los edificios públicos civiles situados en el territorio de la comunidad autónoma.
- Se utilizará en todos los actos oficiales que se celebren dentro del ámbito territorial de la comunidad autónoma.
- Cuando la Bandera de La Rioja se utilice junto a la de España, corresponderá siempre el lugar preeminente y de máximo honor a la de España, de acuerdo con lo previsto en el artículo 6 de la ley 39/1981 del 28 de octubre. Si el número de banderas que ondean fuese impar, el lugar de la autonómica será el de la izquierda de la de España, para el observador. Si el número de banderas que ondean juntas fuese par, la posición de la bandera de La Rioja será de la derecha de la de España, para el observador. El tamaño de la Bandera de La Rioja no podrá ser mayor que el de la de España, ni inferior al de otras banderas cuando ondeen o se muestren juntas.

Así mismo, en el artículo 10, indica que está prohibida su utilización como símbolo principal de partidos políticos, sindicatos, asociaciones empresariales, entidades privadas y personas físicas. Su uso como marca o distintivo de procedencia de productos o mercancías, requiere autorización expresa y previa del Consejo de Gobierno.

## La bandera en los medios de comunicación
- Aunque la bandera no tiene nombre, se conocía popularmente como la cuatricolor. También se propuso informalmente el acrónimo roblanvera (rojo-blanco-verde-amarillo),[9] como nombre propio para la bandera de forma similar a los términos arbonaida, ikurriña, lábaro o señera.

## Galería

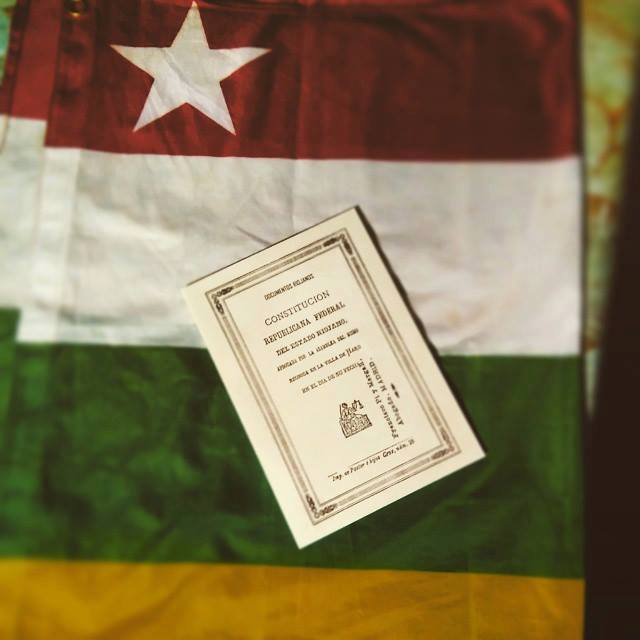
La Roblanvera (bandera riojana) y la Constitución Republicana Federal del Estado Riojano de 1883.  Para que La Rioja fuera uno de los estados dentro de una España federal que se planteó constituir en la época
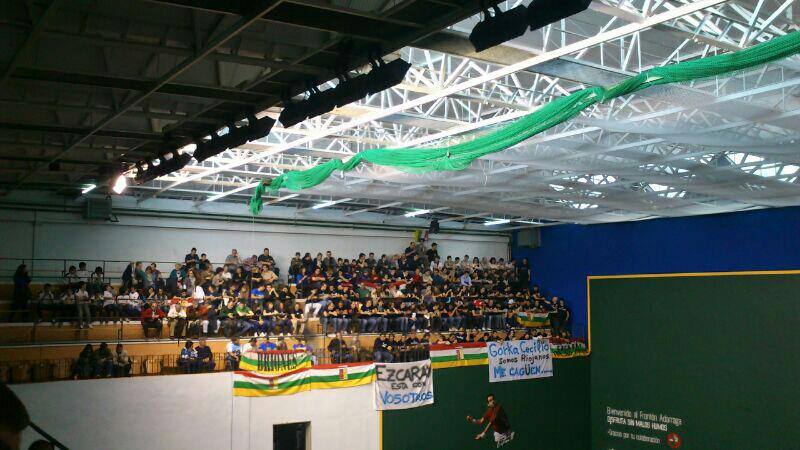
La roblanvera está muy presente en acontecimientos deportivos. Como en este partido de pelota mano profesional en el frontón Adarraga de Logroño
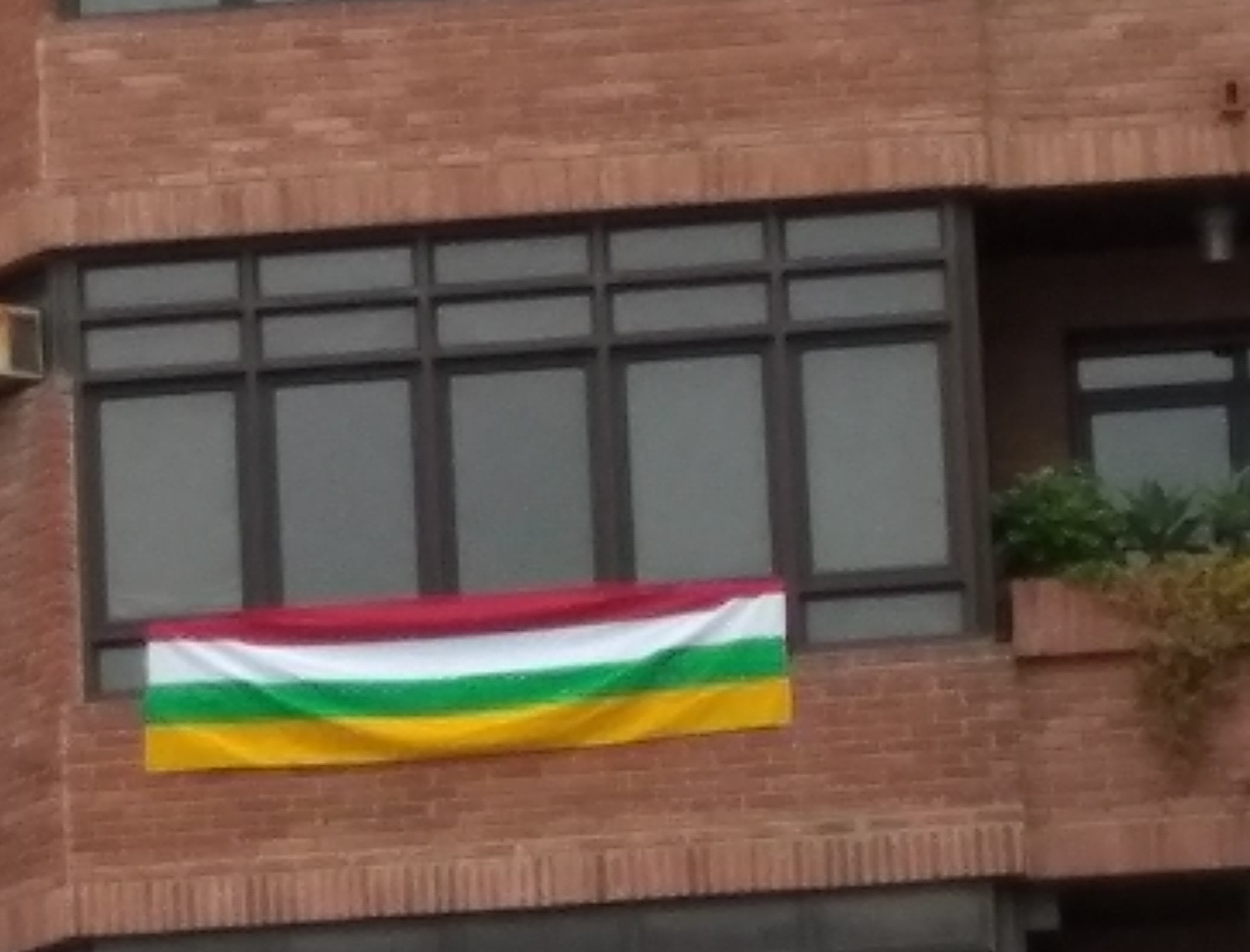
Balcón engalanado con una Roblanvera durante la celebración del Día de La Rioja, año 2016
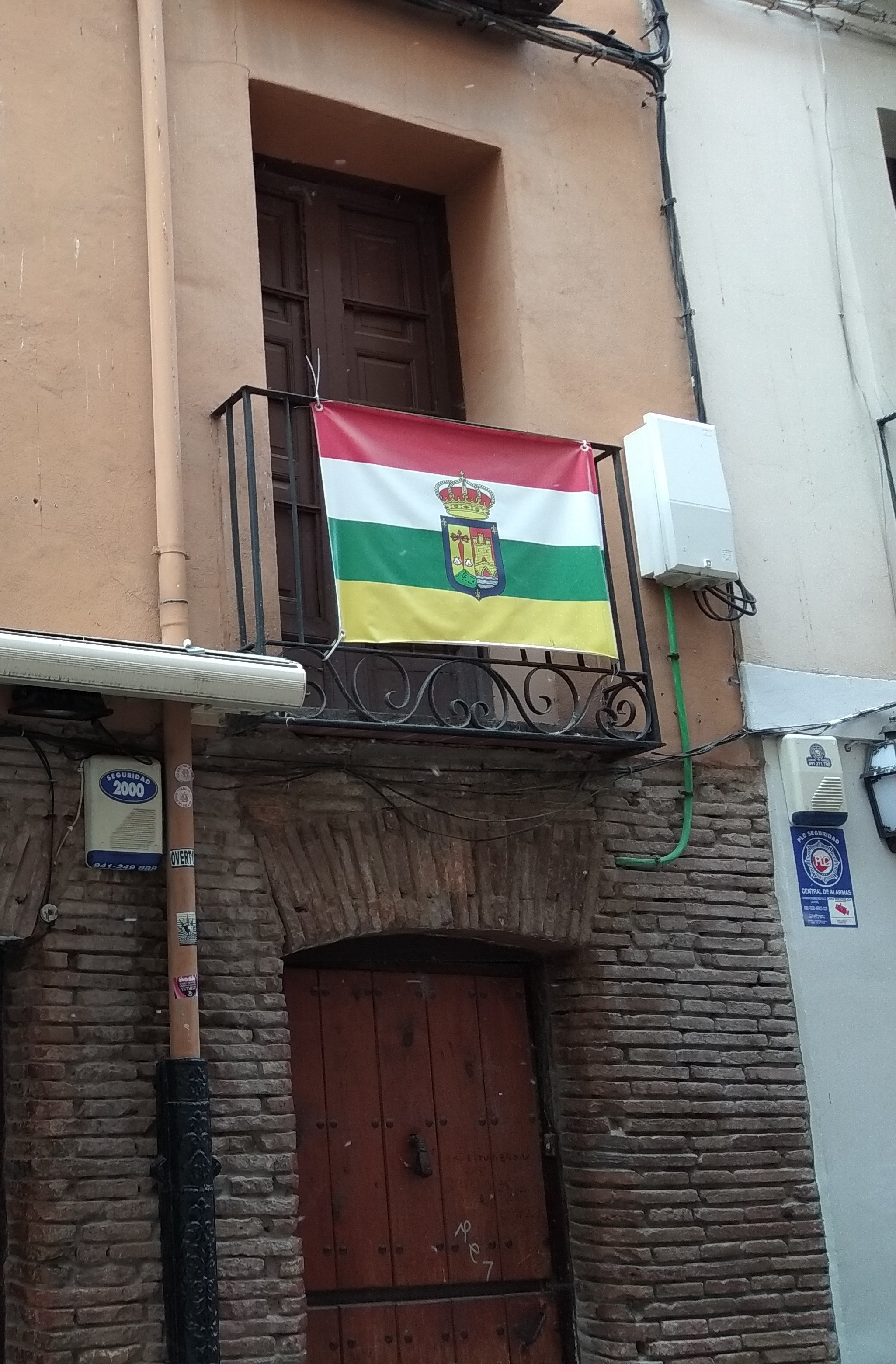
Balcón engalanado con una Roblanvera.